# Sig Rogich
Sigmund A. "Sig" Rogich, född 17 maj 1944 på Västmannaöarna, är en isländsk-amerikansk affärsman och diplomat. Han är vd för det internationella konsultföretaget The Rogich Communications Group.
Rogich grundade 1974 R&R Advertising som blev det största reklam- och konsultföretaget i Nevada. Han var rådgivare åt president George H.W. Bush 1989–1992 efter att ha varit kampanjrådgivare åt honom i presidentvalet 1988. Till politikens värld hade han kommit via Paul Laxalt vars kampanjer han hade varit med om sedan 1966. Han var med som frivillig i Ronald Reagans kampanj i presidentvalet 1980 och fick sedan vara med som reklammakare i Reagans återvalskampanj i presidentvalet 1984. I presidentvalet 1988 hade han ansvaret för Bushs reklamkampanj och samarbetade tätt med mediekonsulten Roger Ailes.
Rogich tjänstgjorde som USA:s ambassadör i Reykjavik 1992–1993.